# Sleeper Cell
Sleeper Cell (Schläferzelle) ist eine US-amerikanische Fernsehserie, die ursprünglich ab Dezember 2005 auf dem Kabelsender Showtime ausgestrahlt wurde. Bisher wurden in den USA zwei Staffeln gesendet (zehn bzw. acht Folgen zu je 60 Minuten). Die Serie wurde von der Kritik positiv aufgenommen und unter anderem für den Emmy nominiert.
In Deutschland wurde die Serie bei RTL II vom 25. Juli 2008 an in Doppelfolgen gesendet; wegen schlechter Quoten wurde die Serie ab dem 3. September 2008 auf Mitternacht verschoben. Der Titel der Serie wurde in der zweiten Staffel durch den Untertitel „American Terror“ ergänzt.

## Handlung
Sleeper Cell spielt in der Gegenwart in der amerikanischen Metropole Los Angeles. Der gerade aus dem Gefängnis entlassene Muslim Darwyn al-Hakim wird von dem islamistischen Terroristen Faris „Farik“ al-Farik für dessen „Schläferzelle“ rekrutiert: Eine Terrorzelle, deren Mitglieder zwar alle über militärische Erfahrung verfügen, sich aber wie ganz normale amerikanische Bürger verhalten. Die meiste Zeit gehen die Mitglieder der Zelle einem geregelten Leben nach und verhalten sich völlig unverdächtig – bis sie aktiv werden und zuschlagen. Darwyn lernt bald die anderen Mitglieder kennen, so den zum Islam konvertierten Amerikaner Tommy; den ebenfalls konvertierten, ehemaligen französischen Skinhead Christian oder den Bosnier Ilija, die sich aus ganz unterschiedlichen Gründen Farik angeschlossen haben. Farik selbst hält sich bezüglich der Ziele der Gruppe bedeckt und gibt nur Stück für Stück Informationen preis. Bald wird aber deutlich, dass er mit anderen Gruppen zusammenarbeitet und einen größeren Anschlag in den USA plant. Der charismatische, aber auch völlig skrupellose Farik hat für sich selbst eine scheinbar perfekte Tarnung aufgebaut: Er gibt sich als Amerikaner jüdischen Glaubens aus, der erfolgreich seinen Geschäften nachgeht und in der Freizeit mit Kindern Baseball trainiert.
Doch auch Darwyn ist nicht der, der er zunächst zu sein scheint. Darwyn al-Sayeed, so sein richtiger Name, ist Undercover-Agent des FBI, der freiwillig ins Gefängnis ging, um dort Kontakte zu radikalen islamistischen Gruppen herzustellen und eine Terrorzelle zu infiltrieren. Seine Vorgesetzten sind begeistert, denn nie zuvor war ihnen etwas Derartiges gelungen. Der praktizierende Muslim Darwyn ist allerdings innerlich empört über den Missbrauch des Korans durch Farik und seine Hintermänner für deren Ziele. So versucht er denn auch in der vierten Folge (letztlich vergeblich), die Ermordung eines bedeutenden und gemäßigten islamischen Gelehrten durch Farik zu verhindern. Seinem (ersten) Vorgesetzten beim FBI, Ray Fuller, erklärt er, dass dies nicht nur ein Terrorkrieg sei. Vielmehr wüte der Krieg auch innerhalb des Islam.
Immer wieder versucht Darwyn, Informationen an das FBI weiterzuleiten, doch Fariks allgemein vorsichtige und misstrauische Haltung erschwert dies teilweise ganz erheblich. Privat lässt sich Darwyn auf eine Affäre mit der allein erziehenden Mutter Gayle Bishop ein. Der von Farik geplante Anschlag auf ein Sportstadion scheitert schließlich, er selbst wird gefangen genommen. Von dem Rest der Zelle überlebt außer Darwyn nur Ilija.
In der zweiten Staffel kommt Darwyn eher zufällig in Kontakt mit einer anderen Schläferzelle, die er schließlich ebenfalls infiltriert und sogar deren Anführer wird. Seine Verbindungsperson zum FBI, Patrice Serxner, die die Nachfolge von Ray Fuller angetreten war, wird im Sudan ermordet. Neuer Verbindungsoffizier wird der unerfahrene Agent Warren Russell, der seine Position nur aufgrund von guten Kontakten erhalten hatte. Währenddessen wird Farik von den Amerikanern immer noch gefangen gehalten, verhört und gefoltert, ohne dass er ihnen jedoch brauchbare Informationen liefert. Ihm gelingt später die Flucht aus der Haft.

## Art der Darstellung
Eine Grundhaltung durchzieht alle Folgen der Serie: Nicht der Islam wird für die Handlungen der Terroristen verantwortlich gemacht. Vielmehr wird aufgezeigt, wie die Religion für die politischen Interessen einzelner Extremisten instrumentalisiert wird. Damit zeichnet die Serie ein sehr viel differenzierteres, realistischer anmutendes Bild vom sogenannten „Krieg gegen den Terror“ als einige vergleichbare Sendungen. Zudem werden bewusst Stereotype gebrochen. So gehören zu Fariks Terrorzelle keineswegs hauptsächlich Araber, sondern vor allem Amerikaner (darunter der blonde, aus einer liberalen Professorenfamilie stammende Tommy) bzw. Europäer. Recht kritisch wird teils auch die Haltung der USA dargestellt. So reagiert beispielsweise Darwyns Vorgesetzter Fuller oft mit Unverständnis für dessen Religion; in einer späteren Folge wird schließlich der Afghane Khashul erst zum Terroristen, nachdem er durch seine unberechtigte Verhaftung und deren Folgen radikalisiert wurde.

## Kritik
Der US-amerikanische Universitätsprofessor für Massenkommunikation Jack Shaheen untersuchte in einer Analyse über 900 Hollywoodfilmen hinsichtlich des Bedienens antiarabischer Klischees und fasste das Ergebnis im Sachbuch Reel Bad Arabs zusammen. Aufgrund dieses Buches wurde der Film Reel Bad Arabs von Sut Jhally gedreht. Im Zusammenhang mit der Premiere dieses Films kritisierte Shaheen die Serie Sleeper Cell stark: Hier werde Hetze gegen arabischstämmige Amerikaner betrieben und ein Generalverdacht gegen den Araber von Nebenan in die Welt gesetzt.

## Episodenliste
| Episode   | Deutscher Titel    | Originaltitel               | Erstausstrahlung RTL II | Erstausstrahlung Showtime |
| --------- | ------------------ | --------------------------- | ----------------------- | ------------------------- |
| 1 (1-01)  | Haus der Märtyrer  | Al-Fatiha                   | 25. Juli 2008           | 4. Dezember 2005          |
| 2 (1-02)  | Zielobjekt         | Target                      | 25. Juli 2008           | 5. Dezember 2005          |
| 3 (1-03)  | Schmutziges Geld   | Money                       | 26. Juli 2008           | 6. Dezember 2005          |
| 4 (1-04)  | Fatwa              | Scholar                     | 26. Juli 2008           | 7. Dezember 2005          |
| 5 (1-05)  | Kampfausbildung    | Soldier                     | 30. Juli 2008           | 11. Dezember 2005         |
| 6 (1-06)  | Giftgas            | Family                      | 30. Juli 2008           | 12. Dezember 2005         |
| 7 (1-07)  | Ohne jede Chance   | Immigrant                   | 6. August 2008          | 13. Dezember 2005         |
| 8 (1-08)  | Geheimnisträger    | Intramural                  | 6. August 2008          | 14. Dezember 2005         |
| 9 (1-09)  | Der Plan           | Youmud Din (Part 1) /Hijack | 13. August 2008         | 18. Dezember 2005         |
| 10 (1-10) | Tag der Abrechnung | Youmud Din (Part 2)         | 13. August 2008         | 18. Dezember 2005         |

| Episode   | Deutscher Titel  | Originaltitel | Erstausstrahlung RTL II | Erstausstrahlung Showtime |
| --------- | ---------------- | ------------- | ----------------------- | ------------------------- |
| 11 (2-01) | Vergeltung       | Al-Baqara     | 20. August 2008         | 10. Dezember 2006         |
| 12 (2-02) | Hassani          | Salesman      | 20. August 2008         | 11. Dezember 2006         |
| 13 (2-03) | Folter           | Torture       | 27. August 2008         | 12. Dezember 2006         |
| 14 (2-04) | Glaube           | Faith         | 27. August 2008         | 13. Dezember 2006         |
| 15 (2-05) | Väter            | Homecoming    | 4. September 2008       | 14. Dezember 2006         |
| 16 (2-06) | Erpressung       | School        | 4. September 2008       | 15. Dezember 2006         |
| 17 (2-07) | Independence Day | Fitna         | 11. September 2008      | 16. Dezember 2006         |
| 18 (2-08) | Konfrontation    | Reunion       | 11. September 2008      | 17. Dezember 2006         |

## DVD-Veröffentlichung
Deutschland
- Staffel 1 erschien am 2. April 2009.[2]
- Staffel 2 erschien am 8. April 2010.[3]

Großbritannien
- Staffel 1 erschien am 18. September 2006.[4]

Vereinigte Staaten
- Staffel 1 erschien am 14. März 2006.[5]
- Staffel 2 erschien am 20. März 2007.[6]